# 위서현 (아나운서)
위서현(魏瑞鉉, 1979년 12월 3일~)은 대한민국의 KBS의 전직 아나운서이다.

## 학력
- 숙명여자고등학교
- 이화여자대학교 역사교육과 학사, 초등교육과 학사
- 연세대학교 대학원 상담학 석사
- 연세대학교 대학원 상담학 박사

## 경력
- 2000년 3월 ~ 2002년 7월 : 춘천 MBC 보도국 기자, 뉴스캐스터
- 2003년 1월 : KBS 제29기 공채 아나운서
- 2003 ~ 2017 : KBS 아나운서실 근무

## 출연 프로그램

### TV
- KBS 1TV - 아침마당 (2003년 4월 7일	[명랑발언대] 우리는 새내기 (31기 공채 아나운서 출연))
- KBS 1TV - 국악한마당 (2004년 5월 9일 ~ 2004년 12월 19일)
- KBS 1TV - 남북의 창 (2004년 5월 9일 ~ 2005년 5월 1일)
- KBS 1TV - 6시 내고향 (임시진행)
- KBS 1TV - KBS 오늘의 경제 (2008년 3월 3일 ~ 2008년 3월 28일)
- KBS 1TV - KBS 뉴스 네트워크 (2008년 3월 31일 ~ 2011년 5월 27일)
- KBS 1TV - KBS 뉴스 7 (2011년 5월 30일 ~ 2012년 1월 27일)
- KBS 1TV - 세상은 넓다 (2005년 5월 9일 ~ 2005년 10월 28일)
- KBS 1TV - 독립영화관
- KBS 2TV - KBS 8 뉴스타임 (2006년 8월 28일 ~ 2007년 11월 2일)
- KBS 2TV - 웰빙 건강테크
- KBS 1TV - 바른말 고운말
- KBS 2TV - 생방송 세상의 아침
- KBS 1TV - 쏙쏙 어린이 경제나라(2004년)
- KBS 2TV - 싱싱 일요일
- KBS 1TV - KBS 연중기획 일자리가 희망입니다
- KBS 1TV - 바른말 고운말 (2010년 7월)

### 라디오
- KBS 제1라디오 - KBS 뉴스와이드 1부
- KBS 클래식FM - 새아침의 클래식
- KBS 클래식FM - 출발 FM과 함께
- KBS 클래식FM - 노래의 날개 위에
- KBS 클래식FM - 당신의 밤과 음악

## 출연 작품

### 영화
- 우리들의 행복한 시간 - 라디오 DJ 2 역

## 저서
- 《만남의 힘》 (2010년) ISBN 978-89-5913-425-0
- 《뜨거운 위로 한그릇》 (2013년) ISBN 978-89-5462-269-1